# 6777 Balakirev
6777 Balakirev este un asteroid din centura principală de asteroizi.

## Descriere
6777 Balakirev este un asteroid din centura principală de asteroizi. A fost descoperit pe 26 septembrie 1989 la Observatorul La Silla de Eric Walter Elst. Asteroidul prezintă o orbită caracterizată de o semiaxă mare de 3,17 ua, o excentricitate de 0,23 și o înclinație de 2,7° în raport cu ecliptica.